# Latania
Latania (Latania Gaertn.) – rodzaj roślin z rodziny arekowatych, czyli palm (Arecaceae). Obejmuje trzy gatunki. Wszystkie są endemitami Maskarenów, przy czym w naturze są bardzo rzadkie. Latania sinolistna L. loddigesii zachowała się na pewno tylko na Round Island i być może bardzo nielicznie na Mauritiusie. Latania żółta L. verschaffeltii rośnie tylko na wyspie Rodrigues, a L. lontaroides na Reunionie. Występują w wąwozach, na klifach nadmorskich, w zbiorowiskach sawanny z palmami.
Wszystkie trzy gatunki rozpowszechnione są w uprawie jako rośliny ozdobne. Ich liście wykorzystywane są jako wachlarze, a pnie stanowią źródło drewna. Młode owoce opisywane są jako jadalne. Z nasion i drewna tych palm ludność miejscowa sporządza amulety stosowane w praktykach leczniczych i magicznych znachorów i uzdrowicieli.
Nazwa rodzajowa powstała w wyniku latynizacji nazwy miejscowej latanier odnoszącej się do tych palm.

## Morfologia
PokrójPalmy średniej wielkości. Pnie wyrastają pojedynczo, są prosto wzniesione, szorstkie od blizn liściowych. Zwykle bezbronne (bez kolców).
LiścieOkazałe, zimotrwałe u młodych okazów, u starszych odpadające wraz z nasadami. Pochwa liściowa wąska i asymetryczna, naga lub owłosiona. Ogonek liściowy tęgi i długi, na grzbiecie rynienkowato wgłębiony w pobliżu nasady, dalej spłaszczony. Gęsto owłosiony. Na końcu ogonka na stronie doosiowej krótka hastula, której brak po stronie odosiowej. Blaszka wachlarzowata (dłoniasto złożona), z blaszką rozdzielającą się do 1/3–1/2 promienia na pojedynczo zgięte i rozwidlone na końcach odcinki.
KwiatyPalmy dwupienne. Kwiatostany męskie i żeńskie wyrastają między liśćmi różnych okazów i są zupełnie odmienne. Męskie rozwijają się u nasady z krótkim i szerokim, u nasady rurkowatym liściem wspierającym. Na szypule rozwijają się 1, 2 lub więcej liści podkwiatostanowych z luźnymi pochwami otulającymi szypułę. Rozgałęzienia pierwszego rzędu kwiatostanu męskiego są krótkie, okryte podsadkami. Na końcach rozgałęziają się palczasto na kilka do kilkunastu dłuższych lub krótszych odgałęzień dalszych rzędów, kłosowatych, z ciasno ułożonymi, rurkowatymi przysadkami. W ich nasadach rozwijają się pojedyncze kwiaty męskie. Trzy listki zewnętrznego okółka okwiatu są zaokrąglone, w dole rurkowato zrośnięte, grubsze na końcach. Listki wewnętrznego okółka wyciągnięte, wystające z zagłębienia, w którym rozwija się kwiat. Pręcików jest 15–30 lub czasem więcej, ich nitki są krótkie. Kwiatostany żeńskie są słabiej rozgałęzione – jedynie na jedną lub dwie osie kwiatostanu, które są jednak szersze i dłuższe, z większymi liśćmi podkwiatostanowymi i przysadkami. W ich kątach rozwijają się pojedyncze, kulistawe kwiaty słupkowe, znacznie większe od męskich. Każdy wsparty jest dwoma, sztywnymi listkami podkwiatowymi. Listki okwiatu w obu okółkach podobne, zaokrąglone. Zalążnia jest kulistawa, trójkomorowa, na szczycie wyciągnięta w szyjkę słupka.
OwoceTrójnasienne (rzadko z jednym lub dwoma nasionami) pestkowce. Egzokarp gładki, a mezokarp mięsisty. Endokarp (pestka) twardy, i głęboko rzeźbiony. Same nasiona gładkie.

## Systematyka
Rodzaj klasyfikowany jest do podplemienia Lataniinae Meisner (1842) zaliczanego do plemienia Borasseae Mart. (1837) i podrodziny Coryphoideae Griff. (1844) w obrębie arekowatych Arecaceae.
Wykaz gatunków
- Latania loddigesii Mart. – latania sinolistna[8]
- Latania lontaroides (Gaertn.) H.E.Moore
- Latania verschaffeltii Lem. – latania żółta[8]